# Großenlüder
Großenlüder település Németországban, Hessen tartományban. Lakosainak száma 8796 fő (2023. december 31.). Großenlüder Bad Salzschlirf községgel határos.

## Népesség
A település népességének változása:
| Lakosok száma | 8544 | 8521 | 8583 | 8765 | 8796 |
|               | 2017 | 2019 | 2021 | 2022 | 2023 |